# 후루카와 요시오
후루카와 요시오(일본어: 古川 好男, 1934년 7월 5일 ~ )는 일본의 전 축구 선수이다.

## 국가대표팀 경력
그는 1956년 하계 올림픽 예선에 참가할 일본 국가대표팀에 발탁되었으며, 6월 3일 대한민국와의 경기에서 데뷔했다. 1956년 하계 올림픽, 1958년과 1962년 아시안 게임에 출전했다. 그는 1962년까지 국제 A매치 통산 19경기에 출전했다.

## 통계
| 일본 | 일본 | 일본 |
| 연도 | 출전 | 득점 |
| ---- | ---- | ---- |
| 1956 | 3    | 0    |
| 1957 | 0    | 0    |
| 1958 | 3    | 0    |
| 1959 | 10   | 0    |
| 1960 | 0    | 0    |
| 1961 | 1    | 0    |
| 1962 | 2    | 0    |
| 통산 | 19   | 0    |